# ヨウ化カドミウム
ヨウ化カドミウム（ヨウかカドミウム、Cadmium iodide）は、化学式 CdI2 で表されるカドミウムのヨウ化物である。

## 合成
水中で金属カドミウムにヨウ素を加えて加熱し反応させ、生じた水溶液を濃縮すると無水物が析出する。
{\displaystyle {\ce {Cd\ + I2 -> Cd^{2+}(aq)\ + 2 I^{-}(aq)}}}
{\displaystyle {\ce {Cd^{2+}(aq)\ + 2 I^{-}(aq) -> CdI2}}}
またはヨウ化カリウムと計算量の硫酸カドミウムをそれぞれ水溶液として混合し、蒸発乾固してエタノールで抽出して蒸発させると得られる。
{\displaystyle {\ce {2KI\ + CdSO4 -> CdI2\ + K2SO4}}}

## 性質
無色の光沢ある板状結晶で六方晶系に属し、その格子定数はa = 4.24Å、c = 6.84Å、Cd−I結合距離は2.99Åである。
水に溶解しやすく、エタノール、エーテルおよびアセトンにも溶解する。結晶を空気中で長時間可視光線に当てるとヨウ素を生じて黄色を帯びる。
ヨウ化物イオンとカドミウムイオンは錯体を形成しやすく、ヨウ化カドミウムは水溶液中において弱電解質である。その錯生成定数は1.6M硝酸カリウム水溶液中で以下の通りである。
{\displaystyle {\ce {Cd^{2+}\ +I^{-}\ \rightleftarrows \ [CdI]^{+}\ ,}}} {\displaystyle {\rm {{log}{\it {{K}{\rm {1=2.96}}}}}}}
{\displaystyle {\ce {[CdI]^{+}\ +I^{-}\ \rightleftarrows \ [CdI2]\ ,}}} {\displaystyle {\rm {{log}{\it {{K}{\rm {2=1.33}}}}}}}
{\displaystyle {\ce {[CdI2]\ +I^{-}\ \rightleftarrows \ [CdI3]^{-}\ ,}}} {\displaystyle {\rm {{log}{\it {{K}{\rm {3=1.07}}}}}}}
{\displaystyle {\ce {[CdI3]^{-}\ +I^{-}\ \rightleftarrows \ [CdI4]^{2-}\ ,}}} {\displaystyle {\rm {{log}{\it {{K}{\rm {4=1.00}}}}}}}

## ヨウ化カドミウム型構造
ヨウ化カドミウム型構造は六方晶系に属し、ヨウ化物イオンがほぼ六方最密充填構造に配置し、c軸方向の層の一つおきに八面体六配位の間隙に金属イオンが位置した構造である。ヨウ化物イオンが水酸化物イオンに置換された構造は水酸化カドミウム型構造と呼ばれる。
層状構造であり、多くの2価の金属のヨウ化物および臭化物に見られる結晶構造である。
| ヨウ化物           | 化学式 | 格子定数 / Å | 格子定数 / Å |
|                    |        | a            | c            |
| ------------------ | ------ | ------------ | ------------ |
| ヨウ化カルシウム   | CaI2   | 4.48         | 6.96         |
| ヨウ化マグネシウム | MgI2   | 4.14         | 6.88         |
| ヨウ化マンガン(II) | MnI2   | 4.16         | 6.82         |
| ヨウ化鉄(II)       | FeI2   | 4.04         | 6.75         |
| ヨウ化カドミウム   | CdI2   | 4.24         | 6.84         |